# Самјуел Буш
Самјуел Прескот Буш (енгл. Samuel Prescott Bush; рођен 4. октобра 1863. у Оринџу, Њу Џерзи, САД, преминуо 8. фебруара 1948. у Коламбусу, Охајо, САД) је био амерички индустријалац и предузетник, зачетник америчке политичке династије Буш чији потомци су, између осталих, Џорџ В. Буш и Џорџ Х. В. Буш, бивши предсједници САД, као и Прескот Буш, бивши сенатор САД.

## Приватни живот
Буш је рођен у Оринџу, у мјесту Брик Черч, у држави Њу Џерзи, од мајке Харијет Феј и оца Џејмса Смита Буша, свештеника америчке епископалне цркве. Одрастао је у Њу Џерзију, Сан Франциску и Статен Ајланду, али је већи дио живота провео у Коламбусу (Охајо). Оженио се Флором Шелдон 20. јуна 1894. Пар је имао петоро дјеце: Прескота Шелдона Буша, Роберта (који је умро као дете), Мери Хаус, Маргарет Климент и Џејмса.
Флора Буш погинула је 4. септембра 1920. у Нарагансету када је на њу налетео аутомобил. Буш се касније оженио Мартом Бел Картер из Милвокија (Висконсин).

## Пословна каријера
Буш је 1884. дипломирао на Стивенсовом технлошком институту у Хобокену (Њу Џерзи). У факултетском клуб је тренирао амерички фудбал. Прво запослење добио је у Логанспорту, (Индијана) на дионици жељезничке пруге Питсбург-Синсинати-Чикаго-Сент Луис, да би се касније пребацио у Денисон, а затим у Коламбус гдје је 1891. постао машинац, а 1894. надзорник погона. Године 1899, преселио се у Милвоки (Висконсин) да би постао надзорник погона на прузи Чикаго-Милвоки-Сент Пол.
Године 1901. вратио се у Коламбус да би постао генерални директор компаније „Бакај стил кастингс“ (енгл. Buckeye Steel Castings) која је производила дијелове за жељезнице. Власник компаније био је Френк Рокфелер, брат тадашњег нафтног магната Џона Д. Рокфелера, а међу њеним клијентима су биле жељезнице које је контролисао Е. Х. Хариман. Породице Буш и Хариман биле су уско повезане до краја Другог свјетског рата. Године 1908, Рокфелер се повукао и Буш је постао предсједник компаније „Бакај“ (гдје је остао до 1927), поставши тако један од највећих индустријалаца своје генерације.
Самјуел Буш је био први предсједник Удружења произвођача из Охаја и саоснивач голф клуба „Скијото кантри клаб“ и претфакултетске академије „Коламбус академи“. Волео је спорт и био је вјешт тесар.

## Политичка каријера
У прољеће 1917, када су се САД припремале да уђу у Први свјетски рат, банкар Бернард Барук је добио задатак да реорганизује Министарство ратне индустрије САД. Барук је на кључне позиције поставио неке од истакнутих пословних људи тог доба. Буш је постао шеф одјељења за артиљерију, лако наоружање и муницију, са задужењем да усмјерава владину помоћ компанијама за производњу муниције и да уређује односе са њима.
Буш је био и члан управе кливлендског одјељка Федералних резерви, као и члан управе Националне банке Хантингтон, која је представљала дио корпорације Хантингтон у Коламбусу. Данас је то 29. банка по обиму промета у Сједињеним Америчким Државама. Буш је постао и члан Хуверовог Комитета за помоћ незапосленима, основаног са циљем да у вријеме Велике депресије помогне све већем броју незапослених. Био је предлаган и за члана управе Корпорације за финансијски опоравак (претходнице Рузвелтовог Њу дила), али је Херберт Хувер сматрао да Буш није довољно познат у народу да би обављао такву функцију.

## Смрт
Самјуел Буш је умро 8. фебруара 1948. у Коламбусу, у 84. години живота. Сахрањен је на гробљу Гринлоун у Коламбусу